# 検事・霞夕子
『検事・霞夕子』（けんじ・かすみゆうこ）は、2011年から2014年までフジテレビ系で放送されたテレビドラマシリーズ。全7回。主演は沢口靖子。
1985年から2007年までは日本テレビ系で放送されていたが、本作で4度目のシリーズ映像化となる。
放送枠は「金曜プレステージ」（第1作 - 第6作）、「赤と黒のゲキジョー」（第7作）。

## キャスト

### 東京地方検察庁
霞夕子
演 - 沢口靖子
検事。
桜木洋一
演 - 西村和彦
夕子つきの検察事務官。独身。母親の栄子はいい女性がいれば息子と見合いさせようと思っている。
中村幸一
演 - 小野了（第2作 - 第7作）
刑事部長。

### 警視庁捜査一課
占部明日香
演 - 神保悟志
警部。
岩瀬厚一郎
演 - 石丸謙二郎
管理官。
梅野昭典
演 - 清水伸
占部の部下。

### 警視庁科学捜査研究所
山岸信行
演 - 尾崎右宗
研究員。

### 霞家
霞友行
演 - ダンカン（第2作 - 第7作）
夕子の夫。婿養子。住職。
霞夏子
演 - 鍋本凪々美（第2作 - 第7作）
夕子の娘。
霞彩子
演 - 松原智恵子（第2作 - 第7作）
夕子の母。

### ゲスト
第1作「森を歩く死体」（2011年）
- 宗田郁夫（宗田デンタルクリニック 院長） - 天宮良
- 宗田昭夫（郁夫の父・帝都大医学博士） - 品川徹
- 高橋健一（山梨県小淵沢東警察署 刑事） - 阿南健治
- 風間（風間歯科 医師） - 沼田爆
- 井上登紀子（井上の母） - 今井和子
- 勝代（風間歯科 歯科助手） - ふせえり
- 井上（農家） - 掛田誠
- 刑事 - 岸博之
- 臼井孝一（製材工） - 池上リョヲマ
- 仲田周平（山梨県小淵沢東警察署 刑事） - 田村隆
- 小菅（小淵沢北山駐在所 駐在） - 藤原新太
- 小菅英子（小菅の妻） - 真下有紀
- 城東警察病院 看護師 - 真田あゆみ
- 臼井かえで（臼井の娘・1年前死亡） - 堀田悠衣
- 宗田恵美（郁夫の妻） - 櫻井淳子
- 長沢章（城東警察病院 医師・郁夫の従兄弟） - 植草克秀

第2作「無関係な死」（2011年）
- 榎木公太郎（NPO法人「若葉の会」会員・資産家） - 山崎満
- 宇野雄介（東都大学工学部 准教授・1年前転落死） - 小島康志
- 恩田浩（NPO法人「若葉の会」スタッフ） - 山口良一
- 加藤妙子（三田中央病院 入院患者） - 上月左知子
- 鈴木貴子（榎木家の家政婦） - 増子倭文江
- 寿司屋 - 渡辺寛二
- 河村（宇野の転落事故の担当刑事） - ぶっちゃあ
- 加藤（三田中央病院 医師） - 藤崎卓也
- セレクトショップ「Bouncy」店員 - やない由紀
- 三田中央病院 介護士 - 山下まみ
- 宮田慶吾（猟銃暴発事件の加害者） - 川野太郎
- 安川初音（セレクトショップ「Bouncy」経営者・榎木の姪） - いしのようこ
- 宇野杏子（宇野の妻） - 手塚理美

第3作「年一回の訪問者」（2012年）
- 頼子（板倉家の隣人） - 長内美那子
- 吉岡奈月（文平の妻・7年前死亡） - 高久ちぐさ
- 酒井（堀内義蔵法律事務所 弁護士・仁美の元同僚） - 田窪一世
- 小菅（刑事） - 野添義弘
- 仲田（夏子の担任） - 田中聡元
- 山響音楽店 店員 - 芹澤名人
- 山中（警視庁捜査一課 刑事） - 金子裕
- 星野佳世（観光課の職員） - 佐藤もみじ
- 吉岡佑（文平と奈月の息子） - 澤田陸（3歳：五十嵐陽向）
- 明子（板倉家の近所の主婦） - 和田京子
- 郁美（板倉家の近所の主婦） - 飯塚ひより
- 千賀子（板倉家の近所の主婦） - 巻野わかば
- 看護師 - 橋本亜紀
- 直美の母 - 新井みずか
- 直美 - 澤田萌音
- 宅配業者 - 桐畑トール
- 漁協職員 - 奥原邦彦
- 干物店店主 - 高橋修
- 板倉茂男（数馬の父） - 麿赤兒
- 板倉数馬（仁美の夫） - 宮川一朗太（幼少期：柴田莉玖）
- 吉岡文平（山響音楽店 調律師） - 大浦龍宇一
- 板倉仁美（堀内義蔵法律事務所 元弁護士・旧姓「影山」） - 高橋ひとみ

第4作「誤認逮捕」（2013年）
- 加藤義晴（グロリア商事 営業部長） - 神尾佑
- 金井美奈子（グロリア商事 社員） - 寺田千穂
- 小川卓郎（警視庁世田谷中央警察署 刑事） - 山口翔悟
- 千葉竜吾（警視庁渋谷北警察署 刑事） - 荒谷清水
- 風間輝樹（専門学校生） - 白倉裕二
- 杉田智穂（OL） - 山口あゆみ
- 田処真理子（田処の妹・羽田山建設 社員） - 佐古麻由美
- 桜木栄子（桜木の母） - 藤田弓子
- 神田幸枝（弥生と同じアパートの住人） - ふくまつみ
- 河野雅彦（ニコニコ宅配 従業員） - 中田敦夫
- 新津悟（ニコニコ宅配 従業員） - 鈴木亮介
- 羽田山建設 社員 - 川嶋秀明
- 井上（戸田中央リハビリテーション病院 介護士） - 田上晃吉
- 真理子の婚約者 - 丸山裕征
- リポーター - 良田麻美
- 宇沢弥生（グロリア商事 派遣社員） - 吉村涼
- 田処真也（「エリシオン・ジャパン リミテッド」社員 → グロリア商事 社員） - 林泰文
- 佐伯徳馬（警視庁渋谷北警察署 → 警視庁世田谷中央警察署 警部） - 名高達男

第5作「幻の罪」（2013年）
- 権藤洋平（権藤クリエイティブ 社長） - 斉木しげる
- 和田直子（クラブホステス） - 塩山みさこ
- 関田康彦（クラブの黒服） - 廣瀬裕一郎
- 小菅光晴（刑事） - まいど豊
- 小泉理恵子（事件の目撃者） - 川俣しのぶ
- 料亭「一の家」女将 - 春風ひとみ
- 料亭「一の家」仲居 - 田京恵
- 東京都立西和中央高等学校3年4組の平成元年度卒業生 - おぐちえりこ、坂本文子、市橋正光、尾崎雅幸
- 中田周二（権藤の運転手） - 梨本謙次郎
- 大野貞敏（権藤の秘書） - 高知東生
- 高沢奈々美（権藤の愛人・元クラブホステス） - 遠野なぎこ
- 権藤美也子（権藤の妻・東京都立西和中央高等学校3年4組の平成元年度卒業生） - 有森也実

第6作「不能犯」（2014年）
- 占部陽子（勝男の母・占部の兄嫁） - 宮地雅子
- 黒田敏江（黒田の母） - 児島美ゆき
- 松井彰（山梨県立博物館 館長） - 越村公一
- 黒田光彦（2年前のひき逃げ事故の加害者） - 高濱正朋
- 占部勝男（浪人生） - 藤山扇治郎
- 和佳子のママ友 - 鍵本景子
- 三吉紗月（2年前にひき逃げ事故で死亡） - 安藤美優
- 向井理恵子（向井産婦人科 院長） - 石井トミコ
- 並木清（検察官・夕子の先輩） - 小倉一郎
- 田中智子（黒田を怨んでいる女） - 隅倉啓美
- 市川雄太（黒田を怨んでいる男） - 平川博晶
- 栗林朋子（黒田の姉） - 芽夢ちさと
- 三吉範夫（紗月の父・東堂フーズ 第一営業企画部 社員） - 飯田基祐
- 重倉覚（重倉建築設計事務所 設計士） - 三浦浩一
- 三吉和佳子（紗月の母・範夫の妻） - 須藤理彩
- 長沢緑（和佳子の母） - 仁科亜季子

第7作「死人に口あり」（2014年）
- 園山たまき（挿絵画家） - 中島ひろ子
- 小泉理恵子（江藤の婚約者） - 大路恵美
- 葵圭作（民自党 代議士） - 井田國彦
- 関田智美（神奈川県警逗子中央署生活安全課 巡査長） - 原田佳奈
- 清水安裕（圭作の第一秘書） - 中根徹
- 宇佐美貴彦（たまきの元交際相手・予備校講師） - 金井良信
- 小藤妙子（マンション管理人） - 大島蓉子
- 光子 - 夏川加奈子
- 古池（エレベーターの定期点検業者） - 芝崎昇
- カメラマン - 古川康
- 今村（警官） - 五辻真吾
- 女性警官 - 渥美麗
- 酒井周平（たまきの担当編集者） - 深沢邦之
- 葵雪江（たまきの隣人・圭作の妻） - 七瀬なつみ
- 江藤達夫（弁護士・桜木の友人） - 野村宏伸

## スタッフ
- 原作 - 夏樹静子
- 脚本 - 吉本昌弘
- 監督 - 赤羽博
- プロデューサー - 岩崎文（ユニオン映画）
- 制作 - フジテレビ、ユニオン映画

## 放送日程
| 話数 | 放送日         | サブタイトル   | 原作                                          | 脚本     | 監督   | 視聴率 |
| ---- | -------------- | -------------- | --------------------------------------------- | -------- | ------ | ------ |
| 1    | 2011年02月04日 | 森を歩く死体   | 「青い指」                                    | 吉本昌弘 | 赤羽博 | 12.0%  |
| 2    | 9月02日        | 無関係な死     | 「路上の奇禍」                                | 吉本昌弘 | 赤羽博 | 14.5%  |
| 3    | 2012年06月08日 | 年一回の訪問者 | 「年一回の訪問者」 （「ひとすじの闇に」所収） | 吉本昌弘 | 赤羽博 | 10.8%  |
| 4    | 2013年06月07日 | 誤認逮捕       | 「誤認逮捕」                                  | 吉本昌弘 | 赤羽博 | 13.0%  |
| 5    | 12月13日       | 幻の罪         | 「夢」 （「湖・毒・夢」所収）                 | 吉本昌弘 | 赤羽博 | 10.2%  |
| 6    | 2014年05月23日 | 不能犯         | 「深夜の偶然」 （「一瞬の魔」所収）           | 吉本昌弘 | 赤羽博 | 09.8%  |
| 7    | 10月17日       | 死人に口あり   | 「死人に口有り」 （「見知らぬわが子」所収）   | 吉本昌弘 | 赤羽博 | 8.8％  |

- 視聴率はビデオリサーチ調べ、関東地区・世帯